# Stanisław Jerzy Gdula
Stanisław Jerzy Gdula (ur. 1935 we Lwowie, zm. 12 listopada 2011 w Bielsku-Białej) – polski inżynier mechanik-energetyk, specjalista w dziedzinie termodynamiki i energetyki cieplnej.

## Życiorys
Był synem Stanisława Tadeusza Gduli, nauczyciela matematyki, i Jadwigi z domu Romańskiej. Ukończył studia na Wydziale Mechaniczno-Elektrycznym Politechniki Śląskiej, od 1957 był asystentem w katedrze kierowanej przez prof. Stanisława Ochęduszko. W 1963 został adiunktem, a trzy lata później docentem. W 1975 uzyskał tytuł profesora nauk technicznych, trzy lata później przeniósł się do filii Politechniki Łódzkiej, która miała siedzibę w Bielsku-Białej i był tam organizatorem i kierownikiem Katedry Termodynamiki na Wydziale Budowy Maszyn. Równocześnie zasiadał w Komitecie Termodynamiki i Spalania Polskiej Akademii Nauk, a także przewodniczył sejmikowi województwa bielskiego. Był aktywnym członkiem Związku Nauczycielstwa Polskiego. Filia Politechniki Łódzkiej w 2001 usamodzielniła się stając się Akademią Techniczno-Humanistyczną. Działał w NSZZ Solidarność, a w późniejszym czasie w Komitecie Poparcia Lecha Kaczyńskiego.
W swoim dorobku ma około 50 publikacji i 60 opracowań dla przemysłu. Wypromował 11 doktorów.

## Wybrane publikacje
- Podstawy techniki cieplnej: dla automatyków;
- Przewodzenie ciepła, praca zbiorowa pod red. Stanisława Jerzego Gduli;
- Przewodzenie ciepła w prętach pryzmatycznych i żebrach.

## Odznaczenia
- Krzyż Kawalerski Orderu Odrodzenia Polski;
- Medal Komisji Edukacji Narodowej;
- Złota Odznaka ZNP;
- Odznaka Zasłużonego w Rozwoju Województwa Katowickiego;
- Nagrody Rektora Politechniki Śląskiej.